# Port lotniczy Tapa
Port lotniczy Tapa – lotnisko znajdujące się w miejscowości Tapa (Estonia). Obsługuje połączenia krajowe.